# Parablatticida
Parablatticida is een geslacht van vliesvleugeligen uit de familie Encyrtidae. De wetenschappelijke naam van dit geslacht is voor het eerst geldig gepubliceerd in 1915 door Girault.

## Soorten
Het geslacht Parablatticida omvat de volgende soorten:
- Parablatticida aligarhensis Hayat, 2003
- Parablatticida aphycoides (Masi, 1917)
- Parablatticida breviclava Hayat, 2003
- Parablatticida brevicornis (Dalman, 1820)
- Parablatticida citri (Mercet, 1921)
- Parablatticida magniclava Hayat, 2003
- Parablatticida montana (Mercet, 1921)
- Parablatticida orientalis Zhang & Huang, 2007
- Parablatticida pachyscapha Girault, 1915
- Parablatticida scapata Zhang & Huang, 2007
- Parablatticida silvicola (De Santis, 1967)
- Parablatticida terebrata (Trjapitzin, 1965)
- Parablatticida trinidadensis Noyes & Hayat, 1984
- Parablatticida vidua (Masi, 1917)